# بنبلة
بنبلة إحدى مدن الجمهورية التونسية، تقع في ولاية المنستير.

## أعلام
- ناجح إبراهم
- سالم بوحاجب